# SS Principessa Mafalda
SS Principessa Mafalda je bila italijanska čezoceanska potniška ladja, zgrajena v ladjedelnici Cantiere Navale di Riva Trigoso za italijansko družbo Navigazione Generale Italiana (NGI). Ladja je poimenovana po princesi Mafaldi iz Savojske, drugi hčeri kralja Viktorja Emmanuela III. Ladja je bila dokončana leta 1909 in vstopila v čezatlantsko službo med Genovo in Buenos Airesom v Južni Ameriki. V tistem času je bila največja italijanska potniška ladja. Principessa Mafalda je bila znana predvsem po svojem lepem luksuzu. Njena sestrska ladja je bila SS Principessa Jolanda, ki je potonila takoj po splovitvi 22. septembra 1907.
25. oktobra 1927 je ladja plula ob brazilski obali, ko se je odlomila lopatica propelerja in zarezala v trup ladje. Ladja je počasi potonila tako, da je prišlo reševati veliko reševalnih ladij, toda je zaradi panike in šoka, umrlo 314 ljudi od 1.252 potnikov in članov posadke. Ta potopitev je povzročila največjo izgubo življenj v italijanskem ladijskem prometu in največjo nesrečo doslej na južni obali Brazilije. 

## Zgodovina
SS Principessa Mafalda je bila zgrajena v ladjedelnici Cantiere Navale di Riva Trigoso skupaj z njeno sestrsko ladjo Principesso Jolando. Leta 1907 je Jolanda potonila po splovitvi v dramatičnem spektaklu. Potopitev je bila posledica napak pri splovitvi, ne pa pri gradnji plovila. Principessa Mafalda je bila splovljena 22. oktobra 1908 brez strojne, električne in potniške opreme, da bi se izognili isti nesreči. Dokončana je bila marca 1909, 30. marca 1909 pa je postala vodilna ladja družbe NGI. 
Principessa Mafalda je bila posebej načrtovana za potovanja med Genovo in Buenos Airesom, kar nekaj let je bila najboljša ladja na tej poti. Imela je razkošno dvonadstropno dvorano za balet in ples, luksuzne sobe v slogu Luja XVI in je plula s hitrostjo 18 vozlov. Na predvečer prve svetovne vojne, 22. avgusta 1914, je Mafalda opravila eno in edino potovanje med Genovo in New Yorkom. Med prvo svetovno vojno je ladja služila predvsem za prevoz vojaških enot. Vodilna ladja NGI je bila do leta 1922, ko je njeno vlogo prevzel SS Giulio Cesare. Do leta 1926 je Mafalda opravila več kot 90 dolgih, a brezskrbnih krožnih potovanj in imela sloves "obledelega luksuza".
10. januarja 1920 so časopisi poročali, da pogrešajo ladjo, ker je zadela morsko mino in je v podpalubju umrlo veliko moških. Vendar je dva dni pozneje ladijski operater poročal, da je z ladjo vse v redu in da normalno nadaljujejo pot. 

## Zadnja plovba in potopitev
11. oktobra 1927 je Principessa Mafalda izplula iz Genove s ciljem v Buenos Aires in s predvidenimi vmestnimi postanki v Barceloni, Dakarju, Rio de Janeiru, Santosu in Montevideu. Ladja je plula pod poveljstvom kapitana Simona Gulìja, na krovu pa je bilo 971 potnikov in 281 članov posadke. Ladja je prevažala 3000 ton tovora, 600 vreč paketov in pism pošte ter 250.000 zlatih lir, namenjenim argentinski vladi. Pot naj bi trajala 14 dni. 
Kmalu je postalo je postalo jasno, da je ladja v slabem stanju. Zaradi mehanskih težav je Principessa Mafalda Barcelono zapustila dan pozneje, večkrat se je na odprtem morju ustavila za nekaj minut, včasih tudi za več ur. Voda v kopalnicah je postala pretirana. Okvara hladilnega sistema je povzročila kvaritev na tone hrane, zaradi česa je prišlo do številnih zastrupitev s hrano. Na postanku pri Zelenortskih otokih je kapitan Gulì telegrafiral družbi, da bi najel nadomestno ladjo, vendar so mu povedali: "Nadaljujte pot v Rio in počakajte na navodila". Ko je ladja dobila svežo hrano in ko so jo delno popravili, je kapitan ladjo preusmeril na Atlantik. 
23. oktobra je Principessa Mafalda naredila približno centimeter velik a neopažen nagib. Potnike, ki so jim povedali nekaj razlag za prejšnjih okvar, je začelo skrbeti, da ladja pluje v morje. Čeprav je ladja zaostajala, je 24. oktobra končno prispela pred Brazilsko obalo in od takrat plula ob Brazilski obali. Življenje na ladji je tako potekalo mirno, glavni del poti pa je bil skoraj v celoti opravljen. Ob prečkanju Ekvatorja je na krovu potekala slovesnost z orkestrsko glasbo in velikansko torto.
25. oktobra 1927 okrog 17:15 ure blizu otoka Abrolhos, 80 milj od Salvadorja de Bahia v Braziliji, je ladjo pretreslo več močnih tresljajev. Mnogi potniki so sprva mislili, da je to posledica izgube propelerjeve lopatice in da razmere niso nevarne. Vendar je inženir na ladijski mostu kapitanu poročal, da se je na desnem propelerju lopatica res zlomila in da je hkrati propeler zarezal v trup in naredil veliko luknjo v trupu. Neprepustnih vrat ni bilo mogoče popolnoma zapreti. Ob 17:35 je kapitan Gulì sprožil alarm, posadki je ukazal pripraviti reševalne čolne, radijskemu operaterju pa je ukazal poslati SOS signal. Izjavil je, da bo ladja na površju lahko ostala do naslednjega dne, saj voda ni hitro vdirala. Na prizorišče sta hitro prispeli dve ladji, SS Empirestar (britanska) in SS Alhena (nizozemska). Ob jasnem vremenu in bližnjem reševanju se je zdelo, da je reševanje v dobrih rokah. Vendar se je med posadko in potniki začela pojavljati panika. 
O tem kar se je zgodilo je več mnenj. Znano je, da je imela posadka težave pri vzdrževanju reda nekateri potniki so bili šokirani, ladja pa se je vsaj eno uro gibala zaradi teže vode. Reševalne ladje so prejele zmedene signale o tem, kako pomagati. Zaradi nagiba ni bilo mogoče spustiti vseh reševalnih čolnov, nekatere je motila množica ljudi, mnogi pa sploh niso bili vkrcani v čolnih. Argentinski časopis je trdil, da je bil prvi reševalni čoln skoraj v celoti napolnjen s posadko, vključno s strojniki in kurjači. Reševalna plovila so se v strahu pred morebitno eksplozijo kotlov zadrževale stran od potapljajoče se ladje. Zadnji reševalni čolni so pluli med Principesso Mafaldo in Alheno. Kapitan Gulì je potonil skupaj z ladjo, glavni inženir Silvio Scarabicchi naj bi storil samomor s streljanjem, dva radijska operaterja, Luigi Reschia in Francesco Boldracchi, pa sta ostala na svojem mestu, dokler se nista utopila. 
Ob 22:10, skoraj pet ur po začetku potopa, je Principessa Mafalda skoraj v celoti potonila. Premec je bil edini del ladje, ki je še gledal iz vode. Ker je Mafalda v celoti potonila naslednjega dne zjutraj, je na območje prišlo veliko reševalnih ladij. Do 15. ure je Alhena pobrala 450 preživelih. Avelona jih je rešila 300, Empirestar jih je rešil 202, Formosa pa 151. Rosetti jih je rešil 122. Moselle je rešila 49 ljudi, od katerih jih je 22 odšlo na Bahiji. Preživeli, ki jih je rešil Empirestar, so odšli v Formozo in prispeli v Rio de Janeiru. Številne polemike še vedno obstajajo in govorijo o tem, kaj točno se je zgodilo in kdo je bil odgovoren za smrt žrtev. Poročila o streljanju, morskih psih v vodi, eksploziji kotlov in reševalnih ladjah, ki niso hotela pomagati, so bila široko objavljena, vendar niso bila nikoli potrjena. Tudi danes točen položaj ladijske razbitine ostaja sporen. 

## Dogodki po potopitvi
Takoj po tragediji je italijanska vojna mornarica začela s preiskavo dogodka. Preiskava je ugotovila, da je za nesrečo kriv zlom lopatice propelerja, ki je zarezal v trup ladje. Propelerske gredi so na vseh poznejših ladjah z italijansko registracijo opremili z napravami, da bi se izognili takšnim nesrečam. Preiskava je tudi ugotovila, da šest reševalnih čolnov, nameščenih na krmi, ni bilo mogoče uporabiti zaradi slabe namestitve. Vprašanja o starosti plovila, neustreznega vzdrževanja in problematičnih dejanj posadke niso bili raziskani. Družba NGI je morala svojcem žrtv nesreče plačati velike odškodnine. 
Novinarska preiskava, ki jo je leta 1956 izvedel tednik L'Europeo, je ugotovila več dejstev. Analiza iz leta 2012 je pokazala, da je bilo število žrtev potnikov v tretjem razredu res veliko, smrtne žrtve med prvim in tretjim razredom pa je bila drugačna, kot pri Titanicu, saj je umrlo več potnikov prvega razreda (51,8%) kot potnikov tretjega razreda (27,8%). 
Leta 2013 je izšla kratka knjiga o potopu Principesse Mafalde: "l'ultimo tragico viaggio". 

## Imenik
V tem, kar se je v zgodovini zgodilo ladji Principessi Mafaldi imenovano "preplet usode", se je s tragedijo srečala tudi sama princesa Mafalda iz Savoja. Med drugo svetovno vojno so jo nacisti zaprli zaradi uporabe tulca pri izsiljevanju njenega očeta kralja Viktorja Emanuella III. Umrla je v koncentracijskem taborišču Buchenwald leta 1944, stara 41 let. Njena sestra Jolanda je umrla leta 1986. 